# Каготи
Каготи (фр. Cagots) — зневажливий термін, що відноситься до групи жителів країн Західної Європи (Франція, Іспанія), які постраждали від огиди та зневаги до них їх співгромадян, особливо в Гасконі і в передгір'ях Піренеїв.

## Загальний опис
Погана репутація каготів пов'язана з забобонами, що приписували їм проказу, сморід і т. ін.
Каготи проживали в Гасконі, біля Тулузи, у Країні басків, Шалосі, Беарні, Бігоррі та в піренейських долинах, а також на півночі Іспанії (Арагон, південна Наварра та Астурія), де вони були відомі під ім'ям аготів.
У різних місцях і в різні часи каготи називалися і хрестианами чи хрестіасами (після XVI століття), гезитенами (в Шалосі починаючи з XIV століття), гахетами, гахетзами, гафетами чи аготами (в Бордо, департаменті Ланди), капотами в Арманіяку. У Бігорському графстві каготи відомі під ім'ям каскарротів або грауерів. Знаходиться також слід каготів в Анжу, де вони згадувалися як капоти чи болотяні люди, у Вандейському департаменті їх називали химерними та можливо у Бретані какинами. Каготи мали прізвисько «качки», бо вони мали носити на їхньому одязі лапу качки, щоб легко відзначитися серед населення.

## Інтернет-ресурси
- Museum in Arreau mit Abbildungen